# 维奥勒昂拉瓦勒
维奥勒昂拉瓦勒（法語：Viols-en-Laval，法語發音：[vjɔl(s) ɑ̃ laval]）是法国埃罗省的一个市镇，属于洛代沃区。

## 地理
维奥勒昂拉瓦勒（43°45'9"N, 3°43'32"E）面积16.03 平方千米，位于法国奧克西塔尼大區埃罗省，该省份为法国南部沿海省份，南濒地中海，西南接奥德省，西北接塔恩省和阿韦龙省，东北与加尔省接壤。
与维奥勒昂拉瓦勒接壤的市镇（或旧市镇、城区）包括：阿热利耶、卡兹维埃耶、马斯德隆德尔、莱马泰勒、米尔勒、圣马丹德隆德尔、维奥勒堡。
维奥勒昂拉瓦勒的时区为UTC+01:00、UTC+02:00（夏令时）。

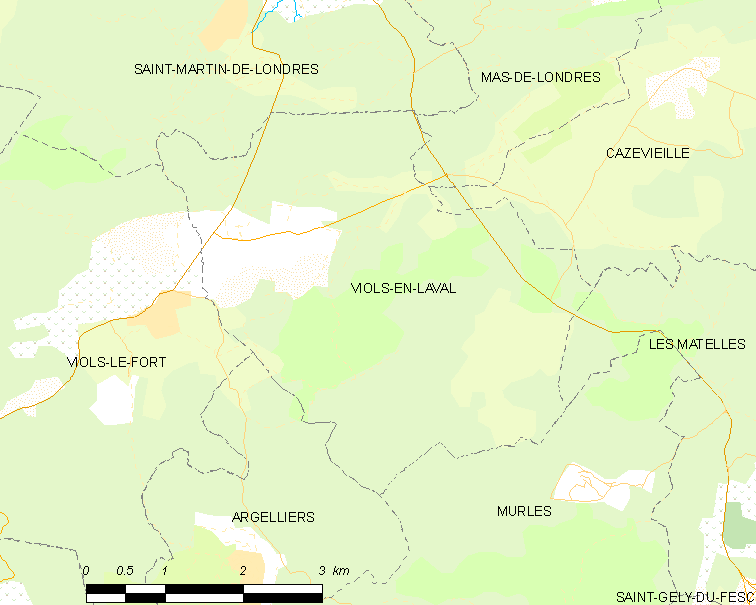
维奥勒昂拉瓦勒的OSM定位图

## 行政
维奥勒昂拉瓦勒的邮政编码为34380，INSEE市镇编码为34342。

## 政治
维奥勒昂拉瓦勒所属的省级选区为洛代沃县。

## 人口

1962-2008年间维奥勒昂拉瓦勒人口变化图示

维奥勒昂拉瓦勒于2022年1月1日时的人口数量为216人。